# Französische Botschaft in Moskau

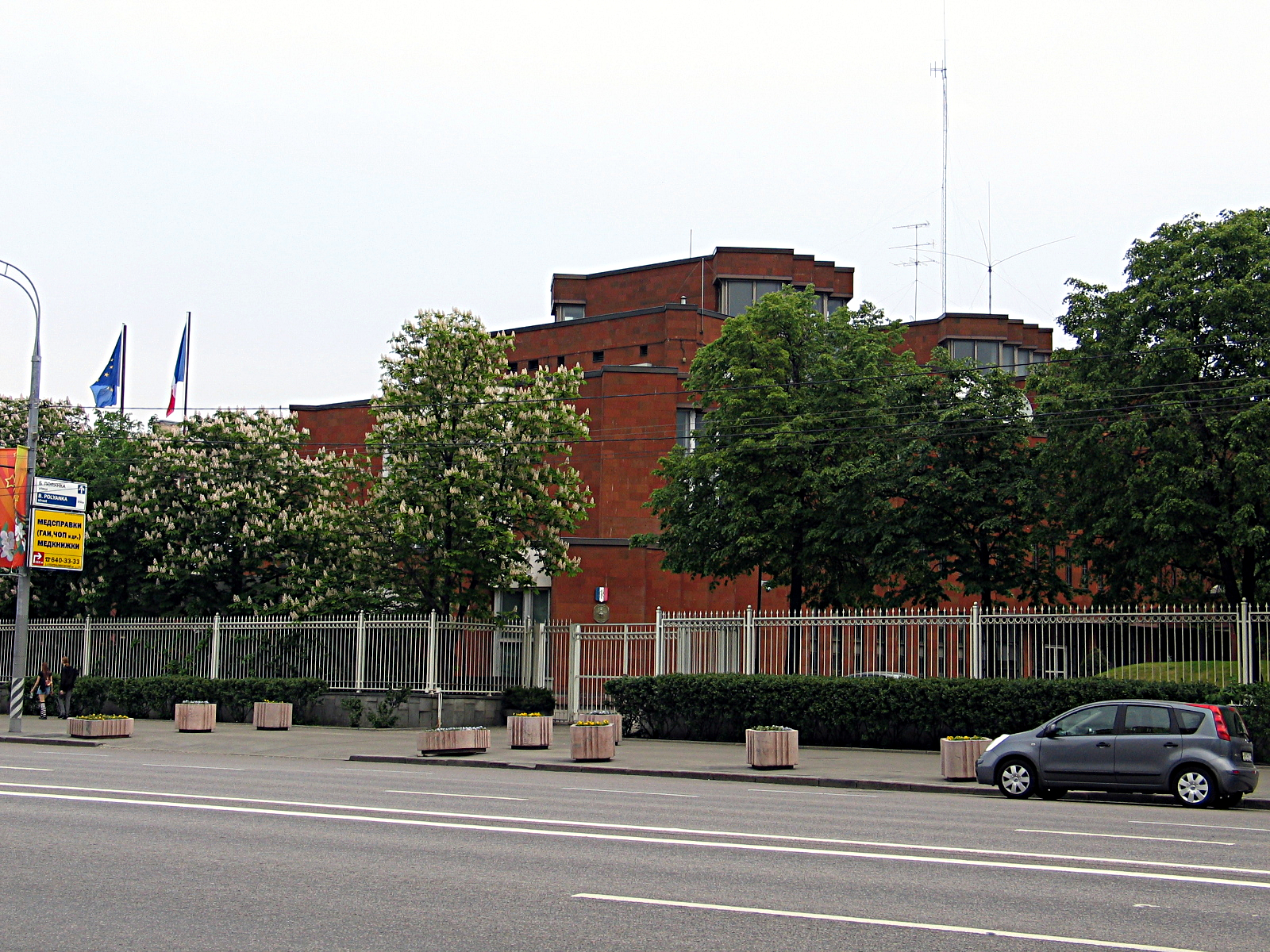
Das neue Botschaftsgebäude

Die Französische Botschaft in Moskau ist die diplomatische Vertretung Frankreichs in der Russischen Föderation.

## Lage
Die Botschaft liegt im Zentralen Verwaltungsbezirk im Moskauer Stadtteil Jakimanka an der Große-Jakimanka-Straße (Большая Якиманка) 43–45.

## Geschichte
Die Botschaft Frankreichs in Russland befand sich bis zum Abbruch der diplomatischen Beziehungen zwischen Frankreich und Sowjetrussland im Jahr 1918 in Sankt Petersburg. Nach Wiederherstellung der Beziehungen 1924 wurde die Botschaft in Moskau eröffnet. Ab 1938 hatte sie ihren Sitz im Herrenhaus Igumnow an der Große-Jakimanka-Straße im historischen Bezirk Samoskworetschje. Dieses Haus (Große Jakimanka 43) wurde 1895 im Auftrag des Kaufmanns Nikolai Igumnow durch den Architekten Nikolai Posdeew, damals einer der bedeutendsten Architekten der Stadt Jaroslawl, errichtet. Das im Pseudorussischen Stil aus holländischen Ziegeln errichtete prachtvolle Gebäude ist heute ein Kulturdenkmal von föderaler Bedeutung. Nachdem im Juli 1941 die diplomatischen Beziehungen nochmals abbrachen, wurde die Diplomatische Vertretung am 9. Dezember 1944 durch Charles de Gaulle wiedereröffnet. Unter anderem zeichnete er hier Piloten des Normandie-Njemen-Geschwaders mit Kriegsorden aus; diesem Ereignis wurde im Jahr 2004 eine Gedenktafel an der Fassade gewidmet. 1979 wurde neben dem Igumnow-Haus durch den Architekten Josef Belmont ein neues Botschaftsgebäude (Nr. 45) errichtet; das Igumnow-Haus dient seither als Residenz des Botschafters sowie als Wohngebäude weiterer Mitarbeiter (das Haus verfügt über mehr als 40 Zimmer). 2008 bis 2014 erfolgte eine umfangreiche Restaurierung des Igumnow-Hauses.
Die Visastelle befindet sich unweit der Botschaft in der Kasanski-Gasse 10.
Sylvie-Agnès Bermann wurde von 2017 bis 2019, die erste französische Frau die dort als Botschafterin diente. Aufgelöst wurde sie durch 2020	2025 Pierre Lévy
Seit 2025 ist Nicolas de Rivière Botschafter.

## Ansichten

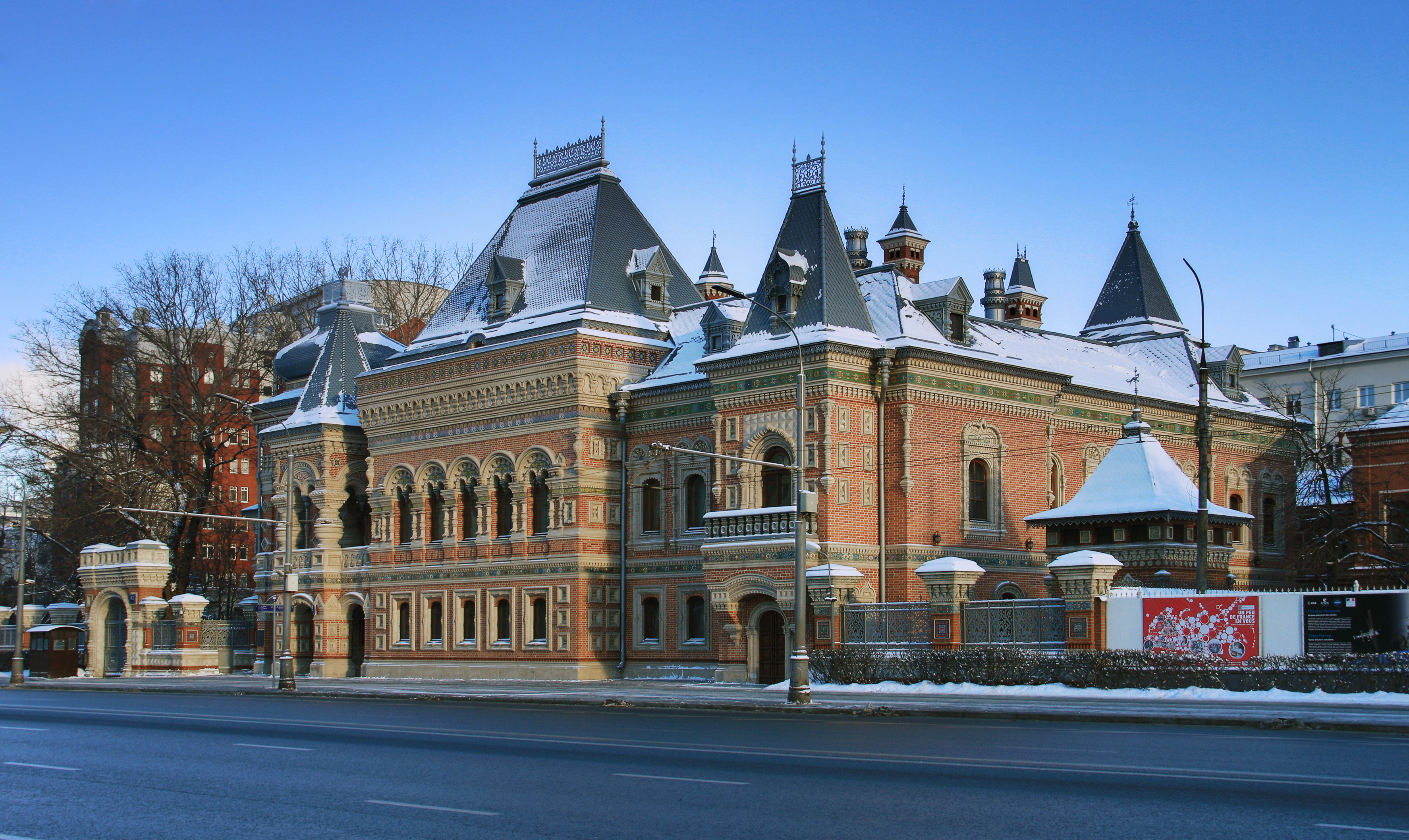
Das Igumnow-Haus
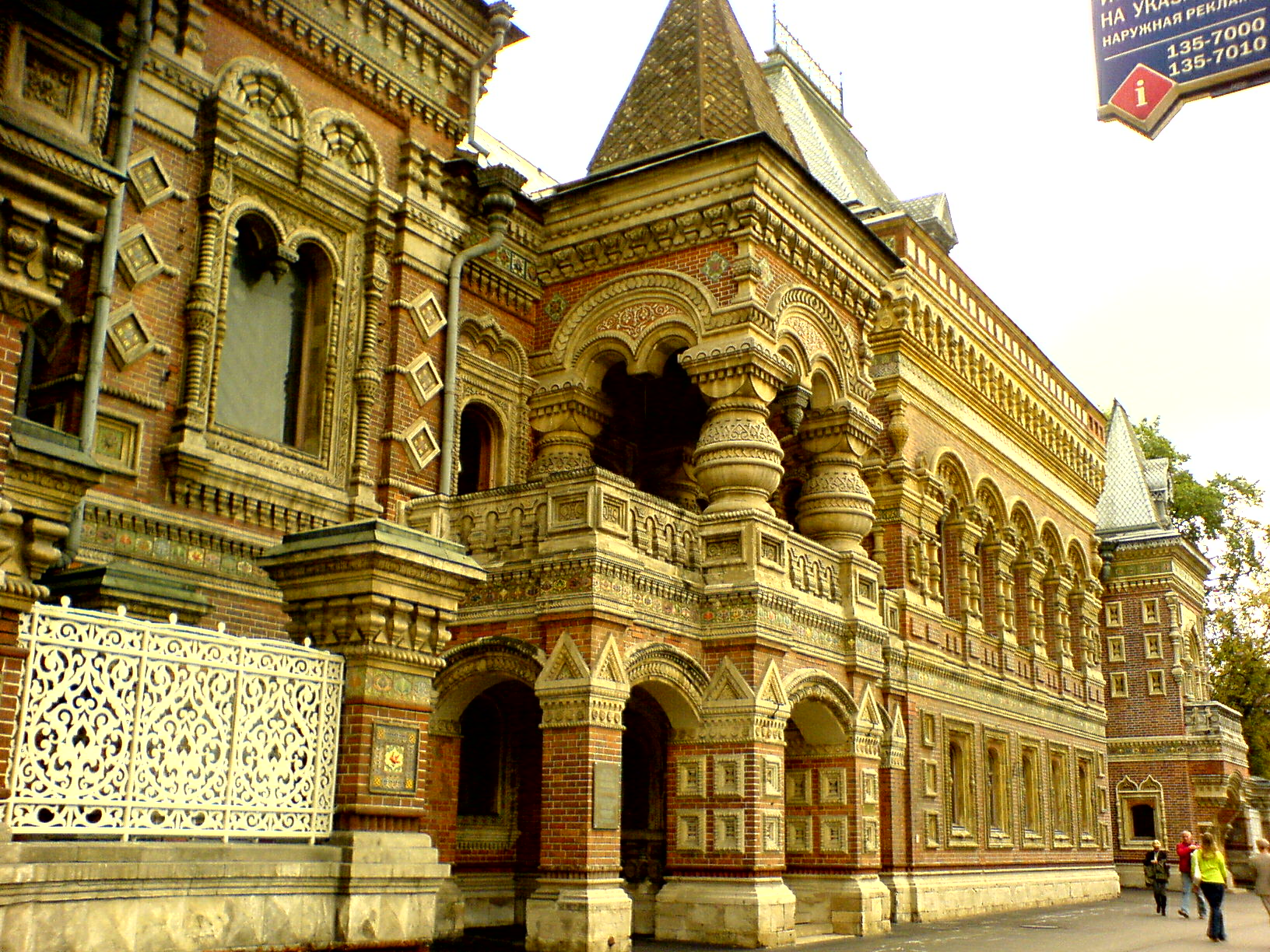
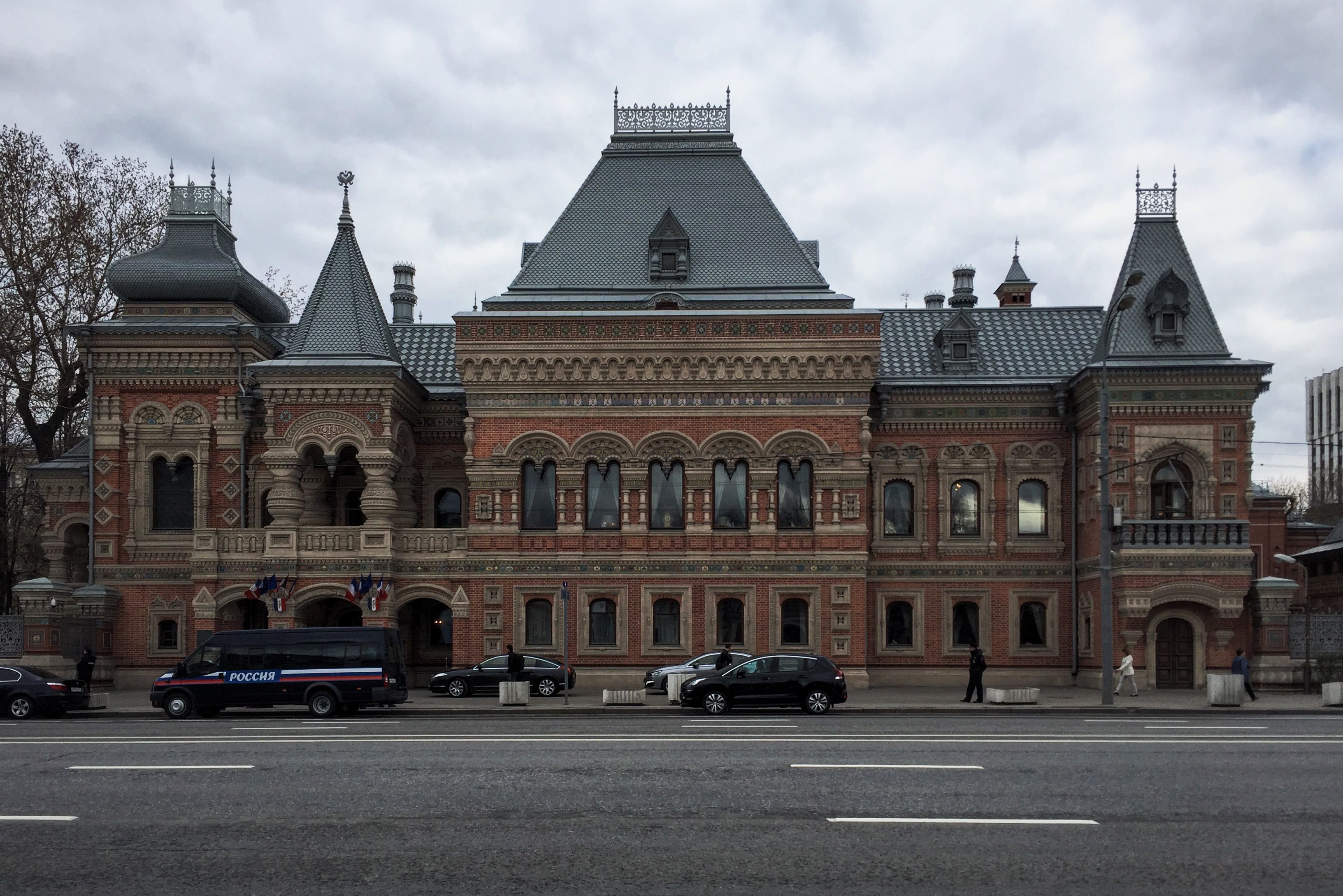
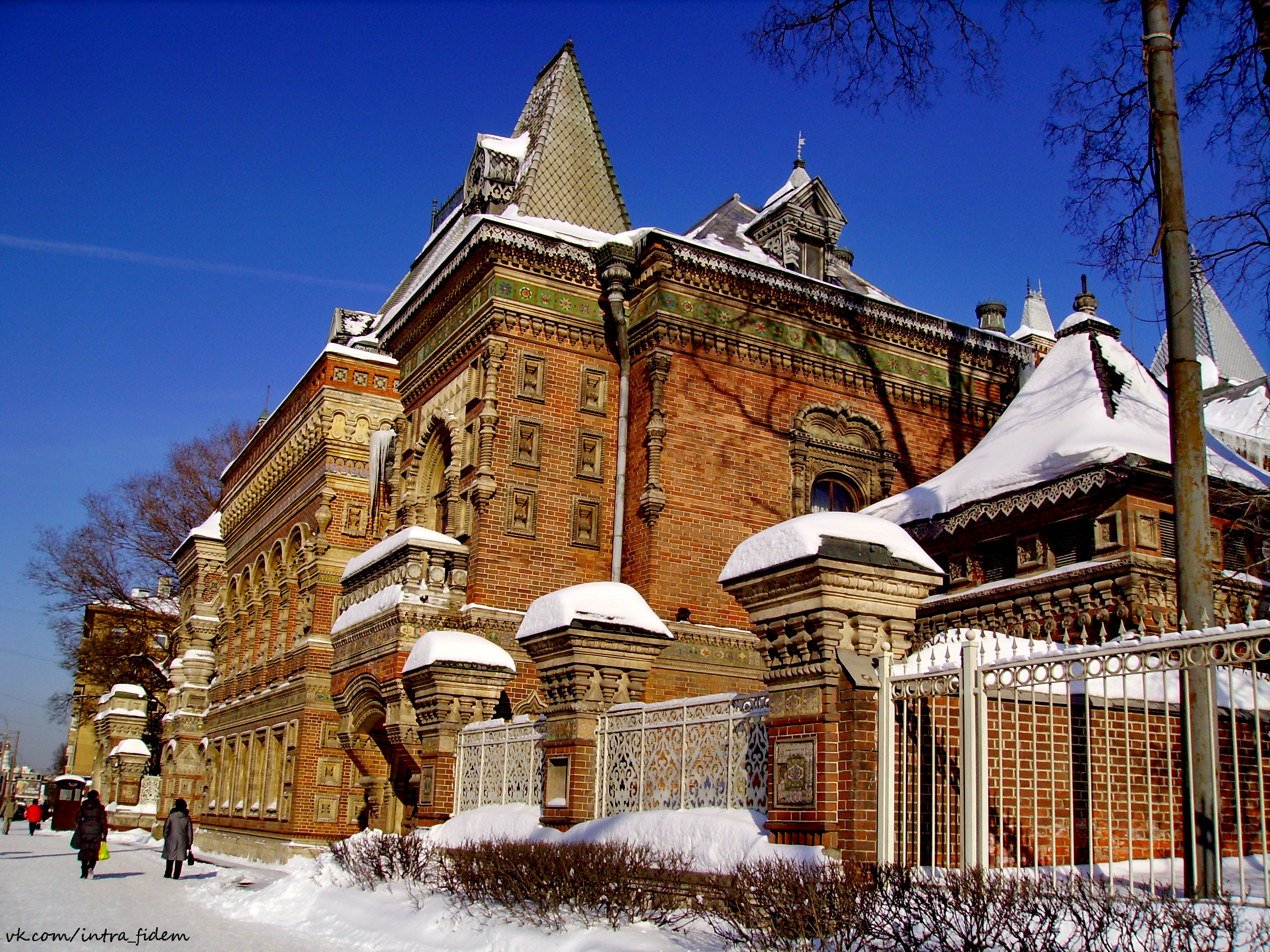
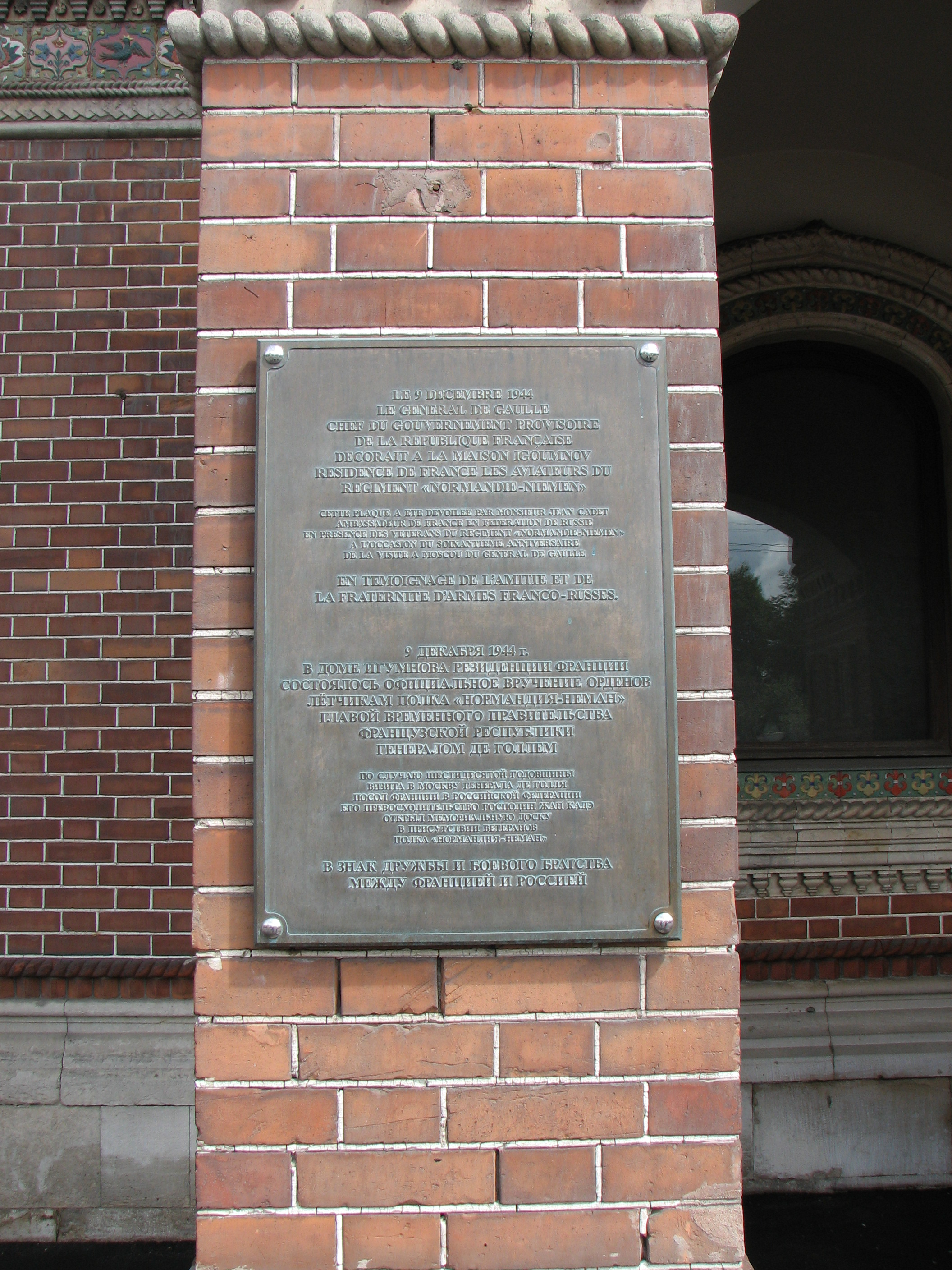
Die Gedenktafel für Normandie-Njemen